# Chambre de métiers et de l'artisanat des Vosges
La Chambre de Métiers et de l'Artisanat des Vosges est un organisme chargé de représenter les intérêts des 6 484 entreprises artisanales « actives » des Vosges et de leur apporter certains services.
La Chambre, qui a son siège à Épinal, exerce ses compétences sur le département des Vosges (88). Elle a deux antennes, l'une à Saint-Dié-des-Vosges et l'autre à Neufchâteau.
Comme toutes les chambres consulaires, elle est placée sous la tutelle du préfet de région représentant le ministère chargé de l'industrie et le ministère chargé des PME, du Commerce et de l'Artisanat.

## Service aux entreprises
- Défense et représentation des entreprises artisanales.
- Création/transmission d'entreprise (centre de formalités des entreprises).
- International.
- Formation initiale (apprentissage)
- Formation continue diplomante (brevet technique des métiers, brevet de maîtrise).
- Aides aux entreprises.
- Aménagement et développement du territoire.